# Kaneto Shiozawa
Kaneto Shiozawa (塩沢 兼人, Shiozawa Kaneto, 28 de janeiro de 1954 — 10 de maio de 2000) (nome verdadeiro: Toshikazu Shiozawa (塩沢 敏一, Shiozawa Toshikazu) foi um seiyū de Tóquio afiliado com a Aoni Production. Ele possuía uma distinta voz calma e fria, que geralmente lhe dava papéis de vilões ou anti-heróis.
Seu nome artístico se originou do diretor japonês Kaneto Shindō.

## Biografia
Shiozawa soube que seria artista desde sua infância. Ele se formou na Nihon University Second Senior High School, onde ele aprendeu a agir em seu departamento de arte.

### Morte
Em 9 de maio de 2000, por volta das quatro da manhã, Shiozawa caiu pelas escadas de sua casa; então, caiu inconsciente e morreu de contusão cerebral no dia seguinte. Ele tinha 46 anos de idade. O parceiro de dublagem Hidekatsu Shibata foi um dos que foram ao seu funeral.
Sucessores
Após a morte de Shiozawa, os seguintes seiyuu se encarregaram dos papéis ainda em andamento dele:
- Takumi Yamazaki (Saint Seiya: Aries Mu, Baldios (em Super Robot Wars Z: Marin)
- Kazuhiko Inoue (Case Closed: Inspector Shiratori)
- Daisuke Sakaguchi (Anpanman)
- Masahiko Tanaka (Mobile Suit Gundam: M'Quve)
- Isshin Chiba (Fist of the North Star: Rei (em jogos eletrônicos))
- Shinichirō Miki (Fist of the North Star: Rei (filmes e OVAs))
- Kōsuke Okano (High School! Kimengumi: Monohoshi Dai)
- Yasuyuki Kase (Blue Comet SPT Layzner: Le-Cain)
- Jun Fukuyama (Metal Gear Solid: Portable Ops: Null (jovem Frank Jaeger))
- Hideyuki Tanaka (Vampire Hunter D: Bloodlust: 'D')
- Toshiyuki Morikawa (Tales of Phantasia: Dhaos)
- Bin Shimada (dublagem em japonês de Star Wars original trilogy: Luke Skywalker)
- Eiji Miyashita (Teenage Mutant Ninja Turtles: Raphael)

## Personagens
- Iason Mink em Ai No Kusabi
- Adolf von Ludwig em Mirai Keisatsu Urashiman
- Ageha em Legend of Basara.
- Mu de Áries em Cavaleiros do Zodíaco.
- Auguste Beau em Kaze to Ki no Uta
- B.D. em Megazone 23.
- Böser/Paul na série Langrisser.
- Balrog em Street Fighter II: The Animated Movie e Street Fighter II V.
- Gaius em Black Matrix.
- Billy the Shot em Baxinger.
- Blaster Kid em Braiger.
- Buriburi Zaemon em Crayon Shin-chan.
- Clark em CAROL.
- Clavis (primeira voz) em Angelique.
- Cyborg Ninja/Gray Fox em Metal Gear Solid
- Cyborg Ninja/Mr. X em Metal Gear Solid 2: Sons of Liberty
- D em Vampire Hunter D (original)
- Dai Monohoshi em Highschool! Kimen-gumi.
- Demon Green em Chīsana Kyojin Microman.
- Devimon em Digimon Adventure and Digimon Adventure 02.
- Detective Shiratori (first voice) em Detective Conan.
- Dr. Ashino (Professor Ashiya) em Earthian.
- Yamato, Tekkamen, and Ryan em Dragoon Might.
- Dusanyu em Banner of the Stars.
- Ganossa Maximillian em Silent Möbius (TV).
- George Newman (dublagem de "Weird Al" Yankovic) na versão japonesa de UHF.
- Goemon Ishikawa XIII em Lupin III: The Fuma Conspiracy.
- Geronimo em Kinnikuman.
- Gibson em Bubblegum Crisis.
- Hauser em Ariel.
- Hideaki Kurashige em Miracle Girls.
- Hyo Imawano em Rival Schools.
- Iason Mink em Ai no Kusabi.
- Jareth (dublagem de David Bowie) em Labyrinth
- Joliver Ira em Space Runaway Ideon.
- Kairi na subsérie Street Fighter EX
- Kawazoe Haruka em Sotsugyou M
- Kikyo em Weiss Kreuz
- Kirin em Ranma ½ movie #1 (Big Trouble in Nekonron, China).
- Larva em Vampire Princess Miyu (OVA).
- Luke Skywalker (dublagem de Mark Hamill) em Star Wars
- M'Quve and Omur Fang em Mobile Suit Gundam.
- Makoto Hasegawa em Code Name wa Charmer My Codename is Charmer drama CD.
- Masao em Boyfriend.
- Merrill Benten Yanagawa em Cyber City Oedo 808.
- Namu em Dragon Ball
- Narcasse em The Heroic Legend of Arslan.
- Narsas em Arslan Senki
- Paul von Oberstein em Legend of the Galactic Heroes.
- Prince Demande (Príncipe Diamante) em Sailor Moon R.
- Raiden em Fuma no Kojirou
- Randam Hajile, Elijah Madnar and Ivan Rodriguez em Snatcher.
- Randy em Chounoukyuu Garaga.
- Raphael em Teenage Mutant Ninja Turtles (VHS).
- Rei em Hokuto no Ken.
- Road King em Transformers: Super-God Masterforce.
- Ru Kain em Blue Comet SPT Layzner.
- Rudolf Hagen em Agent Aika.
- Ryō Shiba em Choju Kishin Dancougar.
- Sevothtarte (primeira voz) em Angel Sanctuary.
- Shadi em Yu-Gi-Oh! (primeira versão do anime pelaToei Animation).
- Shin Kazama em Area 88 (OVA de 1985).
- San Sheng Long em Dragon Ball GT
- Sonic Bomber em Transformers: Zone.
- Strider Hiryu in the 1994 PC-Engine CD-ROM² port of Strider Hiryu.[1]
- Terry em Bats & Terry.
- To-y em To-y.
- Tony Redwood em Policenauts.
- Wakagashira em City Hunter.
- Yasutaka Fukuoka em Gate Keepers.
- Zato-1 na série Guilty Gear.
- Zeus em Aries.
- Zongi em The Vision of Escaflowne.
- Dhaos em Tales of Phantasia (Super Famicom and Playstation versions)
- Saiga em Zeorymer.

Na série Guilty Gear, o personagem de Shiozawa, Zato-1 falece em algum momento entre os eventos de Guilty Gear X e Guilty Gear XX. Como troca, os jogos da série agora trazem uma besta proibida com forma de sombra chamada Eddie, que usa do mesmo corpo mas possui voz distinta (dublada por Takehito Koyasu).